# Чемпіонат Польщі з хокею 1979—1980
Чемпіонат Польщі з хокею 1980 — 45-ий чемпіонат Польщі з хокею, чемпіоном став клуб Заглембе Сосновець.

## Підсумкова таблиця
| М  | Команда              | І  | В  | Н | П  | Ш       | О  |
| -- | -------------------- | -- | -- | - | -- | ------- | -- |
| 1. | Заглембе Сосновець   | 42 | 30 | 1 | 11 | 220:115 | 61 |
| 2. | Подгале (Новий Тарг) | 42 | 30 | 1 | 11 | 197:109 | 61 |
| 3. | ЛКС (Лодзь)          | 42 | 25 | 2 | 15 | 190:144 | 52 |
| 4. | Напшуд Янув          | 42 | 23 | 4 | 15 | 165:131 | 50 |
| 5. | Легія Варшава        | 42 | 18 | 2 | 22 | 159:199 | 38 |
| 6. | Баїлдон (Катовіце)   | 42 | 15 | 2 | 25 | 154:226 | 32 |
| 7. | ГКС Тихи             | 42 | 11 | 1 | 30 | 125:209 | 23 |
| 8. | ГКС Катовіце         | 42 | 8  | 3 | 31 | 109:186 | 19 |

Скорочення: М = підсумкове місце, І = ігри, В = перемоги, Н = нічиї, П = поразки, Ш = закинуті та пропущені шайби, О = набрані очки

## Найкращий гравець
Найкращим гравцем журналом «Спорт» (пол. Sport) був визнаний Лешек Кокошка з ЛКС (Лодзь).

## Найкращі по лініях
- Воротар: Генрик Войтинек (Напшуд)
- Захисник: Єжи Потц (ЛКС)
- Нападник: Лешек Кокошка (ЛКС)

## Символічна збірна «Усіх зірок»
- Воротар: Генрик Войтинек (Напшуд)
- Захисники: Генрик Грут (ГКС Катовіце) — Єжи Потц (ЛКС)
- Нападники: Веслав Йобчик (Заглембє) — Лешек Кокошка (ЛКС) — Анджей Забава (Заглембє)

## Бомбардири
| М  | Гравець         | Клуб     | Г  | П  | О  |
| -- | --------------- | -------- | -- | -- | -- |
| 1. | Лешек Кокошка   | ЛКС      | 40 | 20 | 60 |
| 2. | Анджей Забава   | Заглембє | 38 | 18 | 56 |
| 3. | Веслав Йобчик   | Заглембє | 29 | 23 | 52 |
| 4. | Тадеуш Облой    | Баїлдон  | 31 | 18 | 49 |
| 5. | Стефан Хованець | Подгале  | 26 | 20 | 46 |

## ІІ Ліга
Переможцем ліги став клуб БТХ (Бидгощ).